# Lise-Meitner-Literaturpreis
Der Lise-Meitner-Literaturpreis ist ein österreichischer Literaturpreis.
Der Preis wurde 1994 anlässlich des zehnjährigen Bestehens der Frauenreferates der Hochschülerschaft an der Technischen Universität Wien von El Awadalla und Helga Gartner gegründet und wurde nach der Kernphysikerin Lise Meitner benannt. Der Preis ist vom Bundesministerium für Unterricht, Kunst und Kultur mit 2200 Euro dotiert. Seit 2013 wurden keine Preise mehr vergeben; das Projekt ruht laut der (ebenfalls nicht mehr existierenden) Webpräsenz des Preises.

## Preisträgerinnen
- 1995 Marianne Sula mit La Machine, Katharina Prinzenstein mit  Cyborg und der Fortschritt
- 1997 Doris Nußbaumer mit Ida
- 1999 Silke Rosenbüchler mit Erbsünden
- 2001 keine Vergabe
- 2003 Monika Vasik mit Wie buchstabiert man Zukunft?
- 2005 Lisa Mandelartz mit Die Wartung des Kessels darf nur zuverlässigen, gut ausgebildeten männlichen Personen über 18 Jahren übertragen werden
- 2007 Anita Augustin-Huber mit Nummer 483, Marlen Schachinger mit Und Marietta
- 2009 Cornelia Travnicek mit Mein Schnittlauch ist ein Sumpfgewächs, Barbara Wimmer mit NICHT-Gatter
- 2011 Gertraud Klemm mit Wasserweib
- 2013 Astrid Ebner mit "Annastronaut" und Cordula Simon mit " Die Welt retten / Kennedy unshined2[3]

## Publikationen
- El Awadalla, Helga Gartner, Barbara Neuwirth, Angelika Volst (Hrsg.): Female science faction. Ausgewähltes vom Lise Meitner Literaturpreis. Promedia, Wien 2001, ISBN 3-85371-173-1.
- Karin Ballauff, Helga Gartner, Roswitha Hofmann, Doris Nußbaumer (Hrsg.): Female science faction reloaded. Ausgewählte Erzählungen. Promedia, Wien 2008, ISBN 978-3-85371-296-2.
- Allhutter/Brauner/Cacioppo/Gartner (Hrsg.): Streuungsmuster. Ausgewählte Texte vom Lise Meitner Literaturpreis. ISBN 978-3-85371-389-1, 216 Seiten[4]